# (35605) 1998 HU125
1998 HU125 (asteroide 35605) é um asteroide da cintura principal. Possui uma excentricidade de 0.12537940 e uma inclinação de 11.37618º.
Este asteroide foi descoberto no dia 23 de abril de 1998 por LINEAR em Socorro.